# Android Gingerbread
Android 2.3–2.3.7 "Gingerbread" là một phiên bản đã ngừng phát triển của hệ điều hành Android vốn được phát triển bởi Google và ra mắt vào tháng 12 năm 2010. Phiên bản Gingerbread có các tính năng mới như hỗ trợ NFC (sử dụng trong các giải pháp thanh toán di động) và Session Initiation Protocol (SIP) (sử dụng trong điện thoại Internet VoIP).
Giao diện Gingerbread được tinh chỉnh rất nhiều, giúp người dùng làm chủ dễ dàng hơn, dễ sử dụng hơn, và tiết kiệm năng lượng hơn. Một bộ màu đơn giản với màu nền đen khiến cho thanh thông báo, menu và các thành phần giao diện khác nổi bật lên. Những cải thiện trong menu và thiết lập giúp người dùng điều hướng dễ dàng hơn.
Điện thoại thông minh Nexus S, ra mắt vào năm 2010, là chiếc điện thoại đầu tiên thuộc dòng Google Nexus chạy Gingerbread, và cũng là chiếc điện thoại đầu tiên trong dòng có tích hợp tính năng NFC.
Gingerbread sử dụng nhân Linux phiên bản 2.6.35.

## Tính năng
Các tính năng mới được giới thiệu trên Gingerbread gồm:
- Cập nhật thiết kế giao diện người dùng, cho việc sử dụng dễ dàng và hiệu quả hơn
- Hỗ trợ màn hình có kích thước và độ phân giải rất lớn (WXGA và lớn hơn)
- Hỗ trợ sẵn cho điện thoại Internet SIP VoIP
- Cải thiện nhập liệu bằng bàn phím ảo với độ chính xác cao hơn, gợi ý từ tốt hơn, và cho phép nhập liệu bằng giọng nói
- Cải thiện tính năng cắt/dán, cho phép người dùng chọn một từ bằng cách nhấn giữ, cắt và dán
- Hỗ trợ giao tiếp NFC, cho phép người dùng đọc thẻ NFC được nhúng vào trong poster, sticker, hay tờ quảng cáo
- Các hiệu ứng âm thanh mới như reverb, equalization, headphone virtualization và bass boost
- Ứng dụng Download Manager mới, cho phép người dùng dễ dàng truy cập đến bất cứ tập tin tải về nào từ trình duyệt, email, hay các ứng dụng khác
- Hỗ trợ nhiều camera trên thiết bị, bao gồm cả camera trước, nếu có
- Hỗ trợ chuẩn video WebM/VP8, và bộ giải mãi âm thanh AAC
- Cải thiện quản lý năng lượng, bao gồm quản lý tốt các ứng dụng tiêu thụ nhiều pin
- Hỗ trợ tốt hơn cho phát triển ứng dụng bằng mã nguồn gốc
- Chuyển sang ext4 từ YAFFS cho các thiết bị mới hơn
- Cải thiện âm thanh, đồ họa và nhập liệu cho nhà phát triển trò chơi
- Thu dọn rác đồng thời để tăng cường hiệu suất
- Hỗ trợ sẵn cho các cảm biến mới (như con quay hồi chuyển và khí áp kế)